# Hans Rogger (Historiker)
Hans Rogger, auch Jack Rogger, (geboren als Hans Rosenbaum 9. September 1923 in Herford; gestorben 11. Januar 2002 in Los Angeles) war ein US-amerikanischer Historiker.

## Leben
Hans Rosenbaum war ein Sohn des Kaufmanns Max Rosenbaum (1886–1972) und der Berni Heilbronn (1887–1975), er hatte zwei Brüder. Die Familie musste aus rassistischen Gründen ihr Einzelhandelsgeschäft in Herford aufgeben und floh 1939 in die USA, wo sie ihre Namen anglisierten. Rogger absolvierte 1941 in New York die George Washington High School und war von 1943 bis 1946 Soldat der US Navy. Er besuchte das Sarah Lawrence College in New York mit einem Abschluss als B.A. im Jahr 1948 und studierte danach an der Harvard University mit dem Schwerpunkt Russische Geschichte der Neuzeit. Er machte 1950 einen M.A. und wurde 1956 bei Michael Karpovich promoviert. Von 1951 an war er Assistent am Sarah Lawrence College und ab 1958 Associate Professor. Rogger ging 1961 an die University of California at Los Angeles und erhielt dort 1966 eine Professur für Russische und Osteuropäische Geschichte, die er bis zu seiner Emeritierung 1992 innehatte. Er war 1964 Guggenheim Fellow und war wiederholt Gastprofessor an anderen Universitäten.
Rogger war Mitglied der American Historical Association und war 1982 bis 1985 Vorstandsmitglied der American Association for the Advancement of Slavic Studies und war zeitweise unter den Herausgebern des Slavic Review und des American Historical Review.
Rogger heiratete 1955 Claire Ryan, sie hatten einen Sohn.

## Schriften (Auswahl)

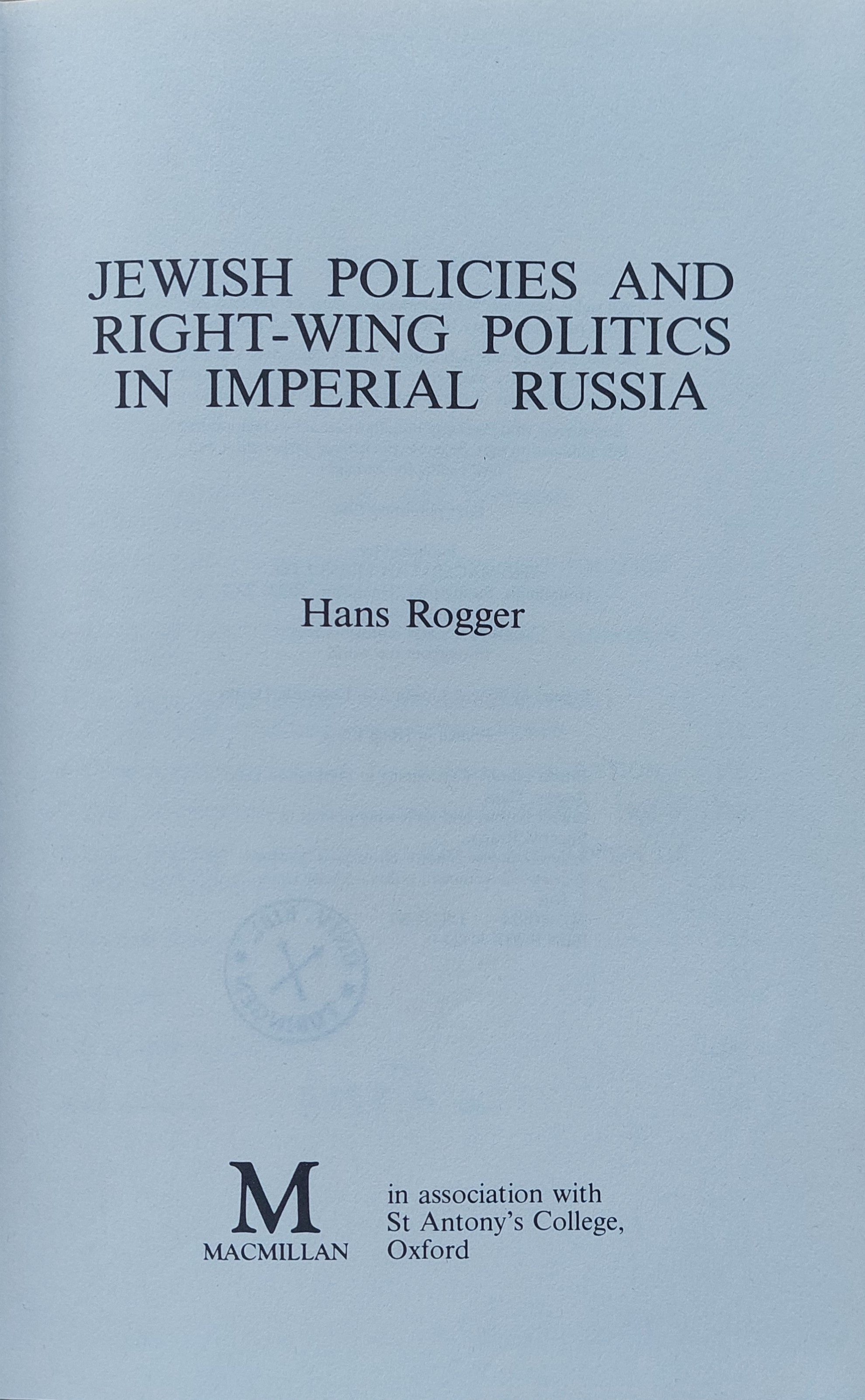
Jewish Policies and Right-Wing Politics in Imperial Russia (1986)

- National Consciousness in Eighteenth-Century Russia. Cambridge, Mass.: Harvard Univ. Press, 1960
- Eugen Weber, Hans Rogger (Hrsg.): The European right: a historical profile. Berkeley: Univ. of Calif. Pr., 1965
- Russia in the age of modernisation and revolution: 1881–1917. London: Longman, 1983
- Jewish Policies and Right-Wing Politics in Imperial Russia. Basingstoke: Macmillan, 1986